# 邁恩羅伊斯河
46°42′34″N 8°36′17″E / 46.70947°N 8.60486°E

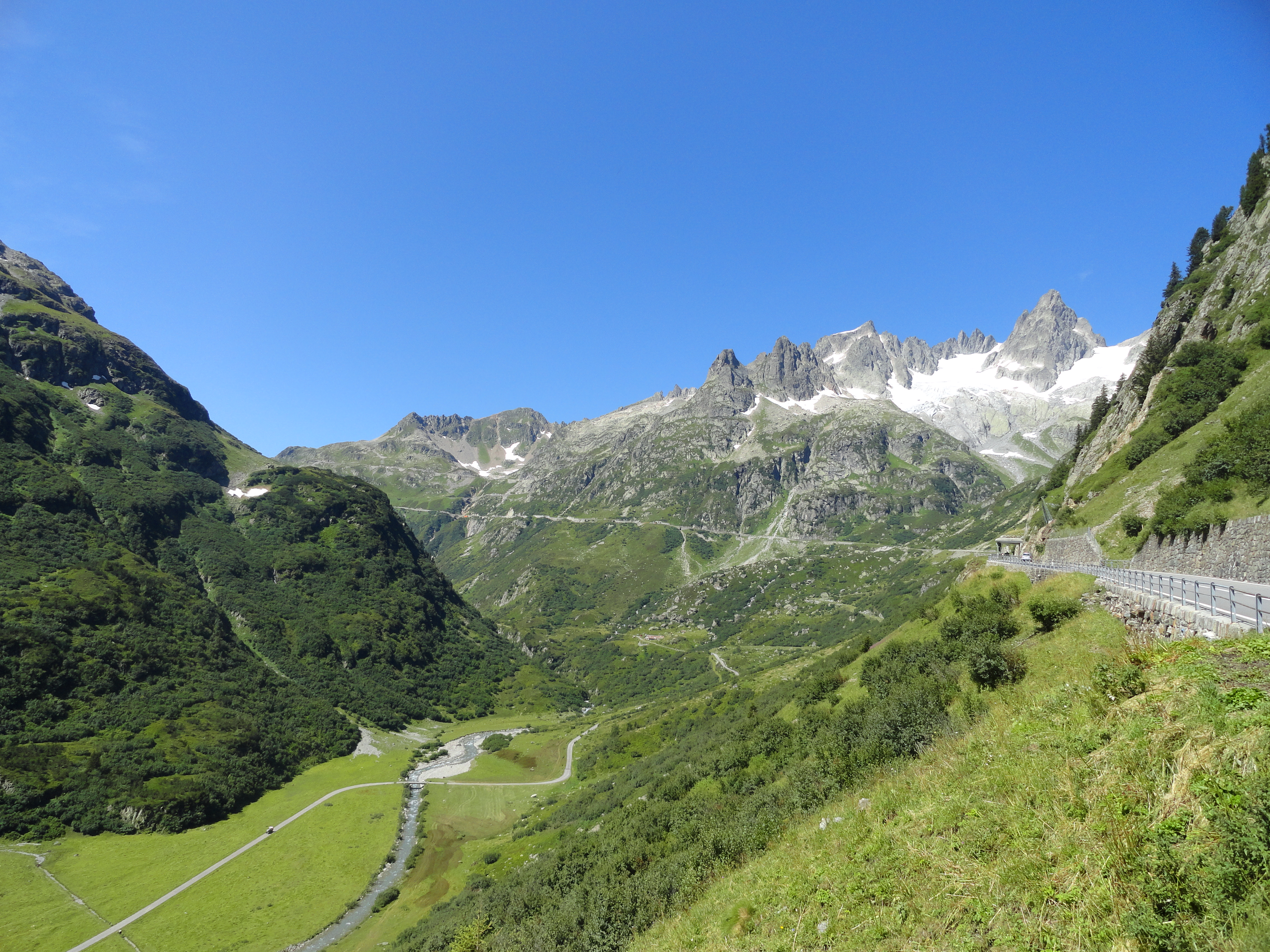

邁恩羅伊斯河是瑞士的河流，位於該國中部，流經烏里州，屬於羅伊斯河的左支流，處於烏里山地區，河道全長14.3公里，流域面積71.5平方公里。